# Bleichgelber Schnürhalsbock
Der Bleichgelbe Schnürhalsbock oder einfach Schnürhalsbock (Pidonia lurida) ist ein europäischer Bockkäfer.

## Beschreibung
Der schlanke, bräunliche bis rötlichgelbe Käfer wird 9 bis 14 Millimeter lang.  Sein Halsschild ist am Vorder- und Hinterrand eingeschnürt und an der Seite mit einem kleinen, eckig vorspringenden Buckel versehen. Die gelblichbraunen Flügeldecken sind nahezu parallelseitig und meist an den Seitenrändern und an der Naht angedunkelt. Auch die Beine können teilweise geschwärzt sein. Die Fühler der Männchen sind erheblich länger als die der Weibchen.

## Vorkommen
Die Art ist in Süd-, Mittel- und Osteuropa weit verbreitet, allerdings sehr ungleichmäßig. In Deutschland bevorzugt der Bleichgelbe Schnürhalsbock Berggegenden. In Norddeutschland kommt er nur in wenigen Gebieten wie dem Harz vor.

## Lebensweise
Die Larve entwickelt sich vermutlich polyphag in verschiedenen Nadel- und Laubhölzern. Die Käfer sind, je nach Höhenlage, von April bis August, meist aber von Juni bis Juli in Wäldern zu finden. Sie bevorzugen Bachufer, wo sie dort wachsende Blütenpflanzen aufsuchen.